# Henry Percy, 9.º duque de Northumberland
Henry George Alan Percy, 9.º duque de Northumberland (15 de julio de 1912 – 21 de mayo de 1940) fue el hijo de Alan Percy, 8.º duque de Northumberland y Helen Gordon-Lennox.
Sirvió como secretario privado del Parlamento para Lord Privy Seal en 1935. Durante su vida, el 9.º duque fue considerado uno de los solteros más codiciados.
Cayó en acción en Pecq, Bélgica, mientras estaba de servicio en la Guardia de Granaderos durante la retirada de Dunquerque. Está enterrado en Esquelmes War Cemetery.